# Yarma
Ýarma é uma iguaria do Turquemenistão típica do Ano Novo muçulmano, feita de triguilho cozido com carne. 
A carne, que pode ser de vaca ou de carneiro e deve ter ossos, é cozida em água até se poder separar dos ossos, tendo o cuidado de tirar a espuma que se vai formando no princípio da cozedura. Noutra panela, aquece-se óleo ou “ak ýag”, a gordura formada para a preparação do gowurdak, e salteia-se cebola partida em pedaços; junta-se a carne separada dos ossos, o caldo e sal, e deixa-se ferver. Acrescenta-se o triguilho passado por água e, assim que a mistura ferver, baixa-se o lume e deixa-se cozinhar, mexendo ocasionalmente; se necessário, juntar água para não secar, nem deixar que se pegue ao fundo.